# Zoe Atkin
Zoe Atkin (ur. 16 stycznia 2003 w Newton) – brytyjska narciarka dowolna, specjalizująca się w halfpipe'ie, trzykrotna medalistka mistrzostw świata.

## Kariera
Po raz pierwszy na arenie międzynarodowej pojawiła się 15 sierpnia 2018 roku w Cardronie, gdzie w zawodach Australia/New Zealand Cup zajęła drugie miejsce. W 2018 roku zajęła siódme miejsce na mistrzostwach świata juniorów w Cardronie.
W Pucharze Świata zadebiutowała 7 grudnia 2016 roku w Copper Mountain, gdzie zajęła 14. miejsce. Tym samym już w debiucie zdobyła pierwsze punkty. W 2021 roku wywalczyła brązowy medal na mistrzostwach świata w Aspen, gdzie wyprzedziły ją tylko reprezentująca Chiny Eileen Gu i Kanadyjka Rachael Karker.
Jej starsza siostra, Isabel Atkin, także uprawia narciarstwo dowolne. Na rozgrywanych rok później igrzyskach olimpijskich w Pekinie była dziewiąta.

## Osiągnięcia

### Igrzyska olimpijskie
| Miejsce | Dzień     | Rok  | Miejscowość | Konkurencja | Zwyciężczyni |
| ------- | --------- | ---- | ----------- | ----------- | ------------ |
| 9.      | 18 lutego | 2022 | Pekin       | Halfpipe    | Eileen Gu    |

### Mistrzostwa świata
| Miejsce | Dzień    | Rok  | Miejscowość | Konkurencja | Zwyciężczyni    |
| ------- | -------- | ---- | ----------- | ----------- | --------------- |
| 13.     | 9 lutego | 2019 | Park City   | Halfpipe    | Kelly Sildaru   |
| 3.      | 12 marca | 2021 | Aspen       | Halfpipe    | Eileen Gu       |
| 2.      | 4 marca  | 2023 | Bakuriani   | Halfpipe    | Hanna Faulhaber |
| 1.      | 30 marca | 2025 | Engadyna    | Halfpipe    | –               |

### Puchar Świata

#### Pozycje w klasyfikacji generalnej
- sezon 2018/2019: 89.
- sezon 2019/2020: 30.

Od sezonu 2020/2021 klasyfikacja generalna została zastąpiona przez klasyfikację Park & Pipe (OPP), łączącą slopestyle, halfpipe oraz big air.
- sezon 2020/2021: 16.
- sezon 2021/2022: 27.
- sezon 2022/2023: 29.
- sezon 2023/2024: 6.
- sezon 2024/2025: 5.

#### Miejsca na podium
1. Aspen – 13 grudnia 2019 (halfpipe) – 1. miejsce
2. Copper Mountain – 21 marca 2021 (halfpipe) – 2. miejsce
3. Mammoth Mountain – 3 lutego 2023 (halfpipe) – 2. miejsce
4. Copper Mountain – 15 grudnia 2023 (halfpipe) – 3. miejsce
5. Mammoth Mountain – 2 lutego 2024 (halfpipe) – 3. miejsce
6. Calgary – 15 lutego 2024 (halfpipe) – 3. miejsce
7. Calgary – 17 lutego 2024 (halfpipe) – 2. miejsce
8. Copper Mountain – 21 grudnia 2024 (halfpipe) – 2. miejsce
9. Aspen – 2 lutego 2025 (halfpipe) – 1. miejsce
10. Calgary – 15 lutego 2025 (halfpipe) – 2. miejsce